# Vérmio
Vérmio är en bergskedja i Grekland.   Den ligger i regionen Mellersta Makedonien, i den norra delen av landet, 300 km nordväst om huvudstaden Aten.